# St. Louis Country Club
De St. Louis Country Club is een countryclub in de Verenigde Staten. De club werd opgericht in 1892 en bevindt zich in Ladue, Missouri. De club beschikt over een 18-holes golfbaan, geopend in 1914, en werd ontworpen door de golfbaanarchitect Charles MacDonald.

## Golftoernooien
Het eerste major dat de club ontving was het US Open waar Lew Worsham won, in 1947. Andere toernooien waren het US Amateur, het US Women's Amateur en de Curtis Cup.
De lengte van de baan is 5938 m met een par van 71. Voor de heren is de course rating is 72,0 en de slope rating is 136.
- US Amateur: 1921 & 1960[4]
- US Women's Amateur: 1925 & 1972[4]
- US Open: 1947[3]
- Curtis Cup: 2014[4]

## Trivia
Naast een golfbaan beschikt de club ook over een Olympisch zwembad en acht tennisbanen.